# 汤姆·法雷尔
汤姆·法雷尔（英語：Tom Farrell，1944年1月18日—），美国男子田径运动员。他曾代表美国参加1964年和1968年夏季奥林匹克运动会田径比赛，其中1968年夏季奥运会获得一枚铜牌。